# Wonolopo (Mijen)
Wonolopo is een bestuurslaag in het regentschap Semarang van de provincie Midden-Java, Indonesië. Wonolopo telt 6486 inwoners (volkstelling 2010).